# Landsmannschaft Schlesien
Landsmannschaft Schlesien – Nieder- und Oberschlesien e. V. (Ziomkostwo Śląsk – Dolny i Górny Śląsk) – stowarzyszenie działające na terenie Niemiec, którego głównym celem jest pielęgnacja kultury śląskiej. Ziomkostwo Śląsk jest organizacją wypędzonych i przesiedleńców, ich potomków (bez ograniczenia liczby generacji) oraz osób popierających Ziomkostwo. Jako stowarzyszenie jest członkiem Związku Wypędzonych (Bund der Vertriebenen – BdV).
Obecnym przewodniczącym Ziomkostwa Śląsk jest Stephan Rauhut, jego poprzednikami byli Rudi Pawelka i Herbert Hupka.
Ziomkostwo liczy obecnie ponad 200 000 członków, w ponad 3500 grupach terenowych.
Oprócz Ziomkostwa Śląsk – Dolny i Górny Śląsk istnieje w Niemczech również Ziomkostwo Górnoślązaków (niem. Landsmannschaft der Oberschlesier) dla Niemców z województwa śląskiego / wschodniego Górnego Śląska (niem. Ostoberschlesien) znajdującego się w prowincji górnośląskiej, Ziomkostwo Sudeckoniemieckie (niem. Sudetendeutsche Landsmannschaft) dla Niemców sudeckich m.in. ze Śląska Sudeckiego (niem. Sudetenschlesien) i w Austrii Związek Ojczysty Ziemia Beskidzka (niem. Heimatbund Beskidenland) dla Staroaustriaków ze Śląska Cieszyńskiego.

## Przewodniczący federalni
- 1950–1952: Walter Rinke(inne języki)
- 1952–1953: Karl Hausdorff
- 1953–1954: Walter Rinke
- 1954–1955: Julius Doms(inne języki)
- 1955–1968: Erich Schellhaus(inne języki)
- 1968–2000: Herbert Hupka
- 2000–2013: Rudi Pawelka
- od 2013: Stephan Rauhut(inne języki)